# Gråt inga tårar (musikalbum)
Gråt inga tårar är ett studioalbum från 1975 av det svenska dansbandet Thorleifs. Albumet toppade den norska albumlistan. Albumet återutgavs 1996 till CD och MK på skivmärket Golden Line.
Albumet är en av titlarna i boken Tusen svenska klassiker (2009).

## Låtlista

### Sida 1
1. "Vilken härlig fest"
2. "Gråt inga tårar"
3. "Vad händer" ("Remember")
4. "Det är nog bäst det som sker" ("I'm Leaving It All Up to You)"
5. "Banana Rock"
6. "Jag är så glad"
7. "Sail Along Silv'ry Moon"

### Sida 2
1. "Säg kan du se"
2. "Älskling förlåt" ("True Love Forgives")
3. "Genie (with the Light Brown Lamp)"
4. "Där björkarna susa"
5. "Raka rör (och ös till bäng)"
6. "She-La-La I Need You"

På CD-utgåvan av albumet har titelspåret och Där björkarna susa bytt plats och Jag är så glad har tagits bort helt.

## Listplaceringar
| Lista (1975-1976) | Topplacering |
| ----------------- | ------------ |
| Norge             | 1            |

### Fotnoter
1. ↑  ”Danswebb”. Arkiverad från originalet den 5 mars 2016. https://web.archive.org/web/20160305002730/http://www.dans-web.nu/skivor/index.php?pid=view&ref_cd=455. Läst 9 juni 2011.
2. ↑  Gradvall et al 2009, #423
3. ↑  ”Thorleifs - Gråt Inga Tårar...” (på engelska). 17 mars 1996. https://www.discogs.com/release/7425259-Thorleifs-Gr%C3%A5t-Inga-T%C3%A5rar. Läst 17 mars 2025.
4. ↑  ”Listplacering”. http://norwegiancharts.com/showitem.asp?key=52382&cat=a. Läst 15 maj 2011.